# 彩雲商場

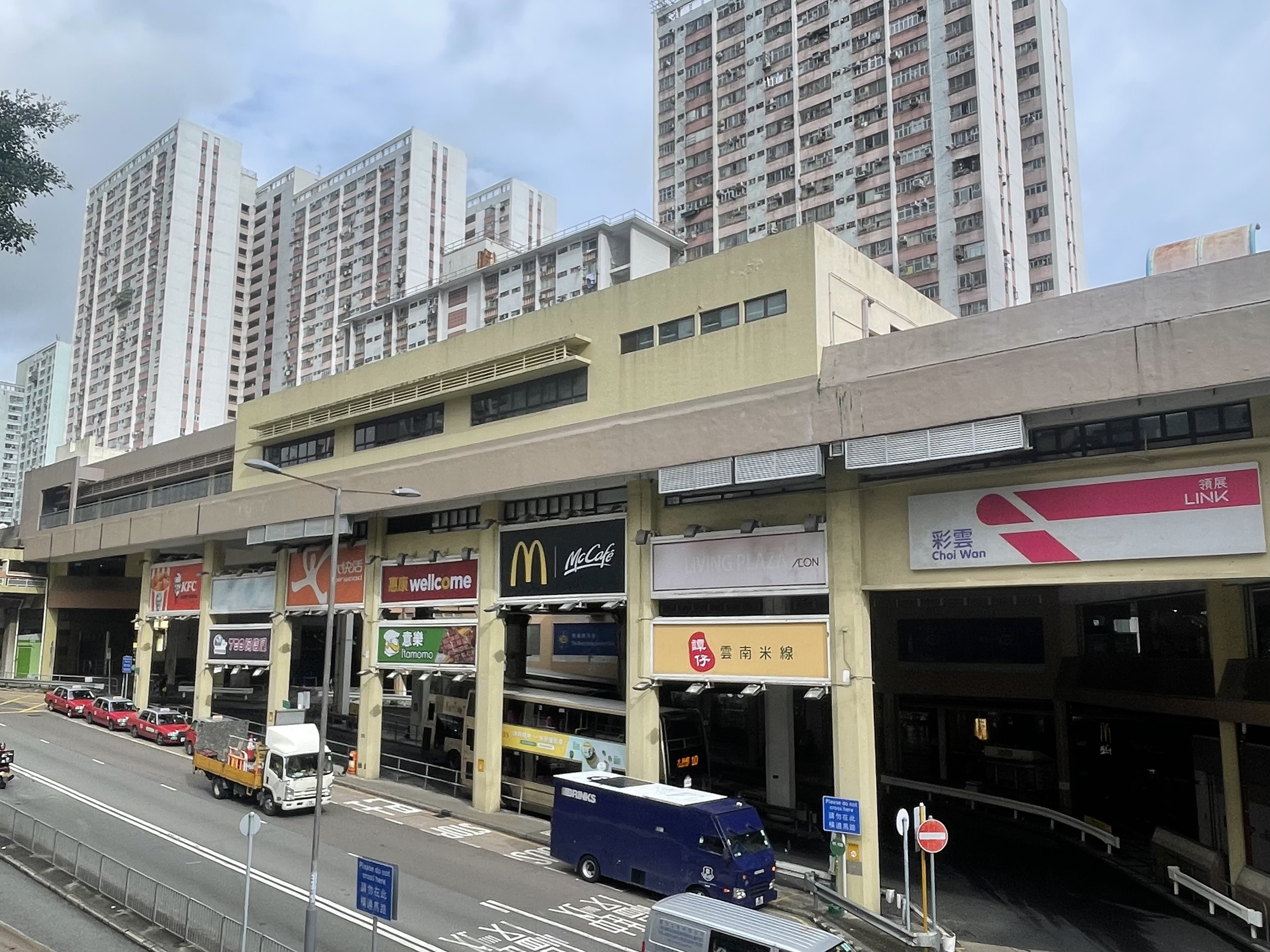
彩雲商場二期外貌

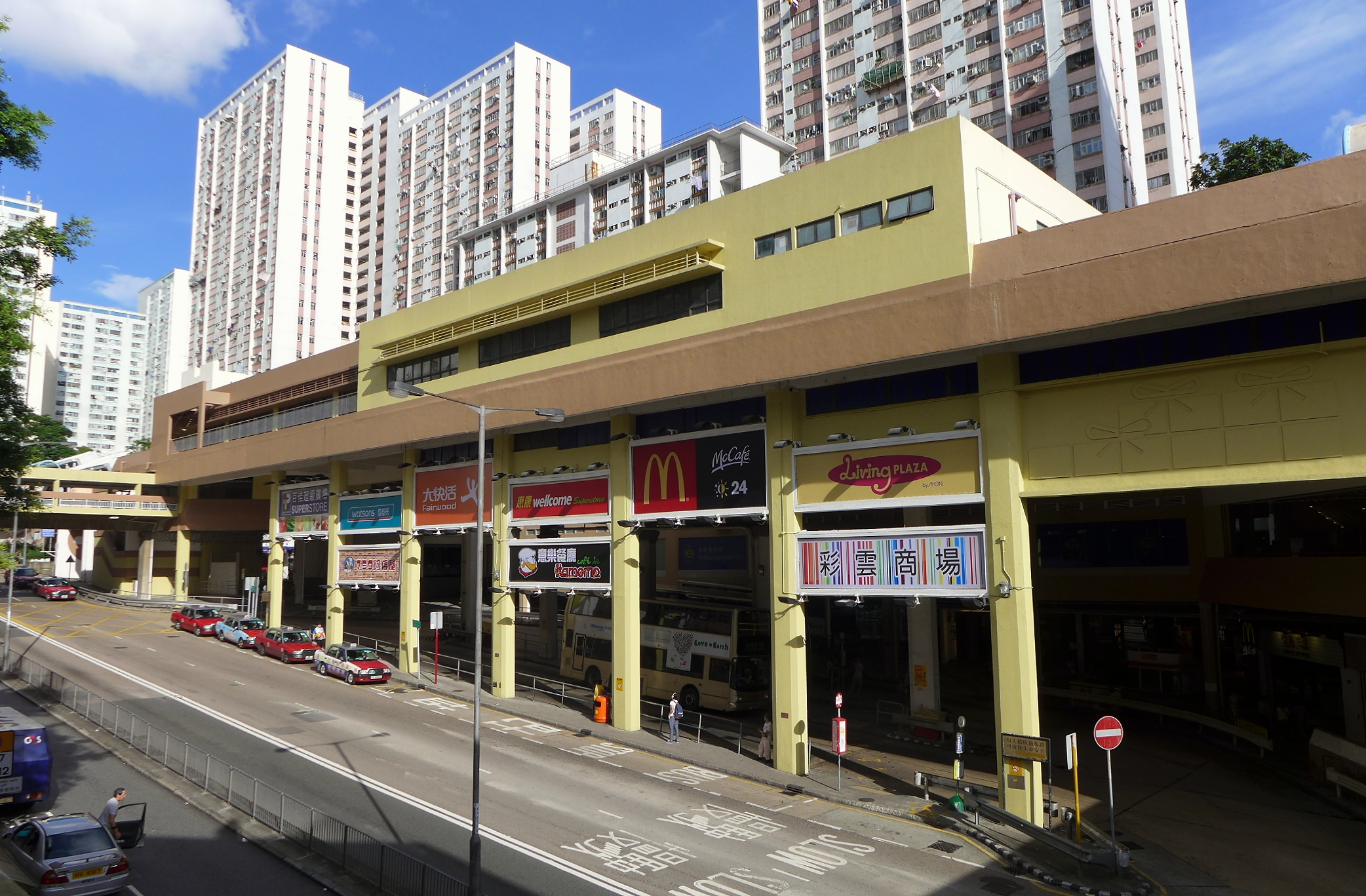
2014年彩雲商場二期外貌

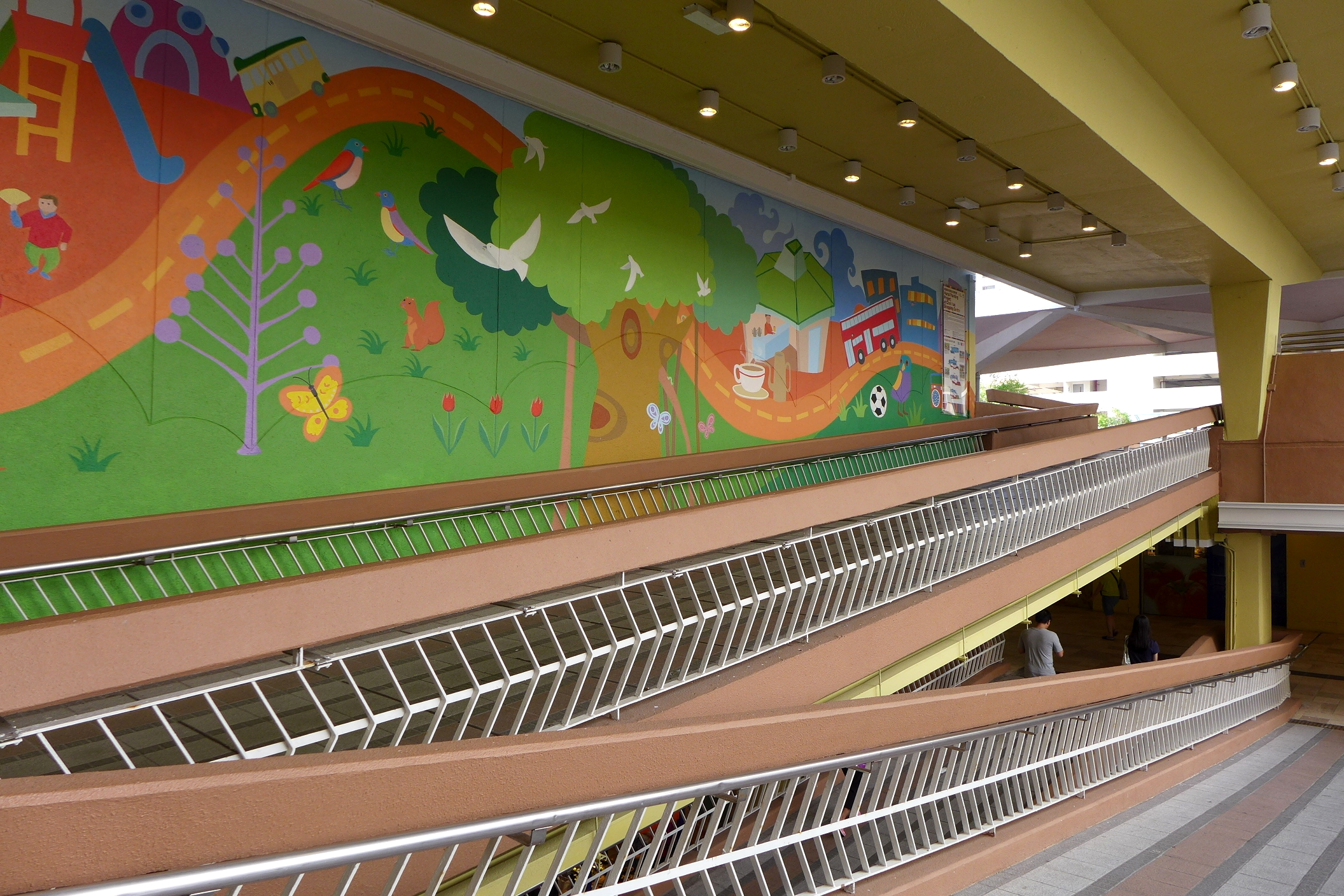
彩雲商場二期原有斜道在翻新後得以保留

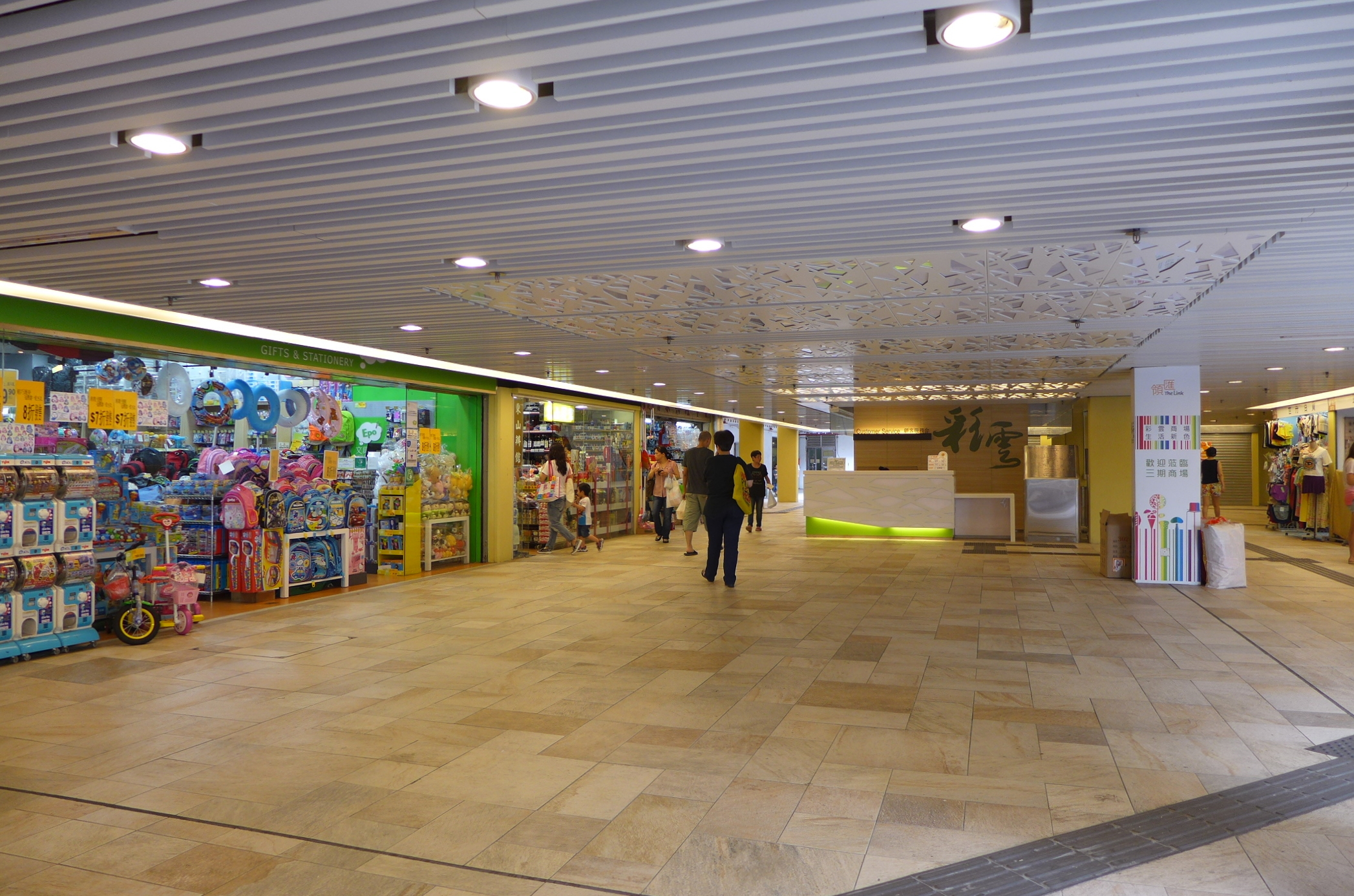
彩雲商場三期入口

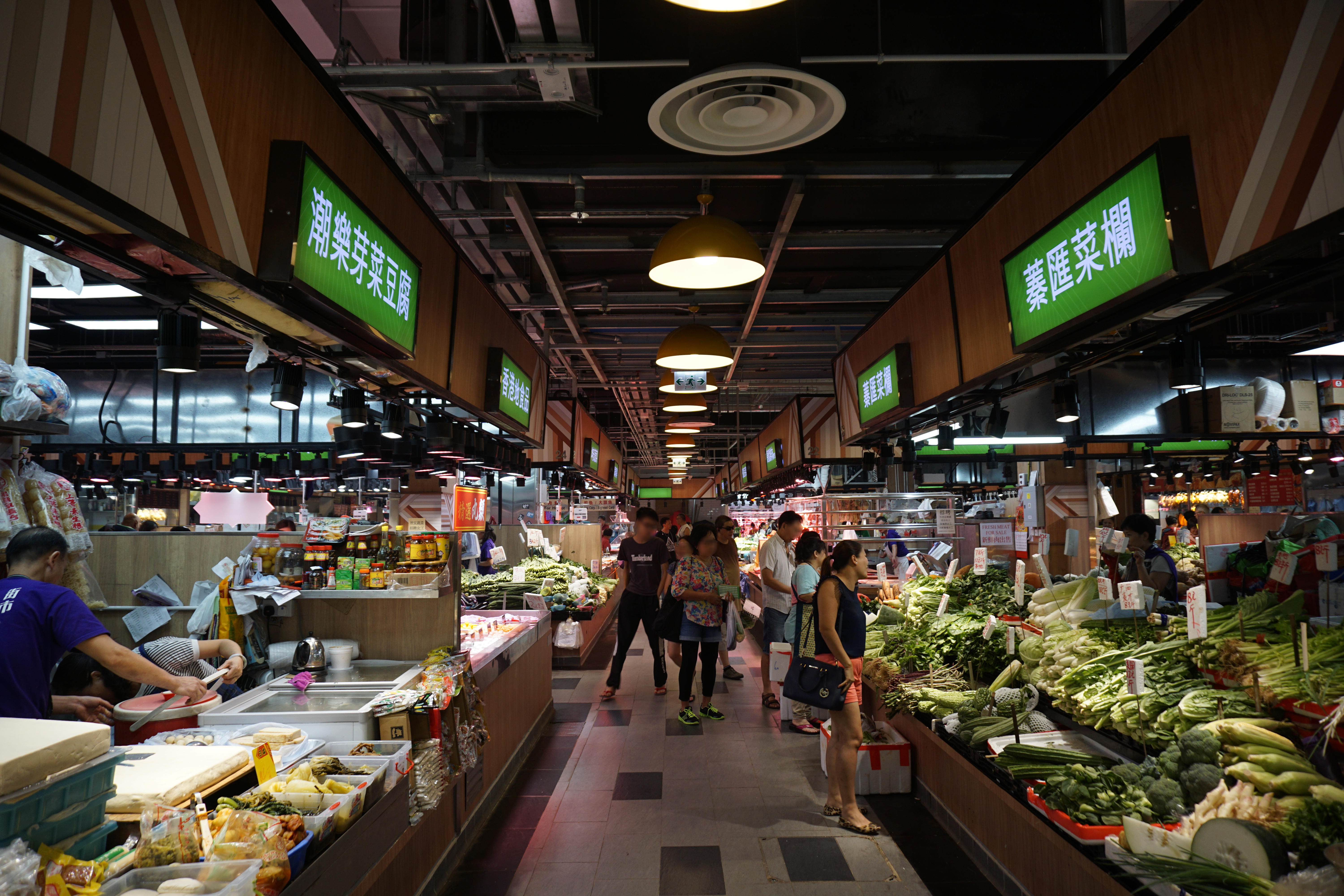
翻新後的彩雲商場三期街市增設空調，圖為菜檔

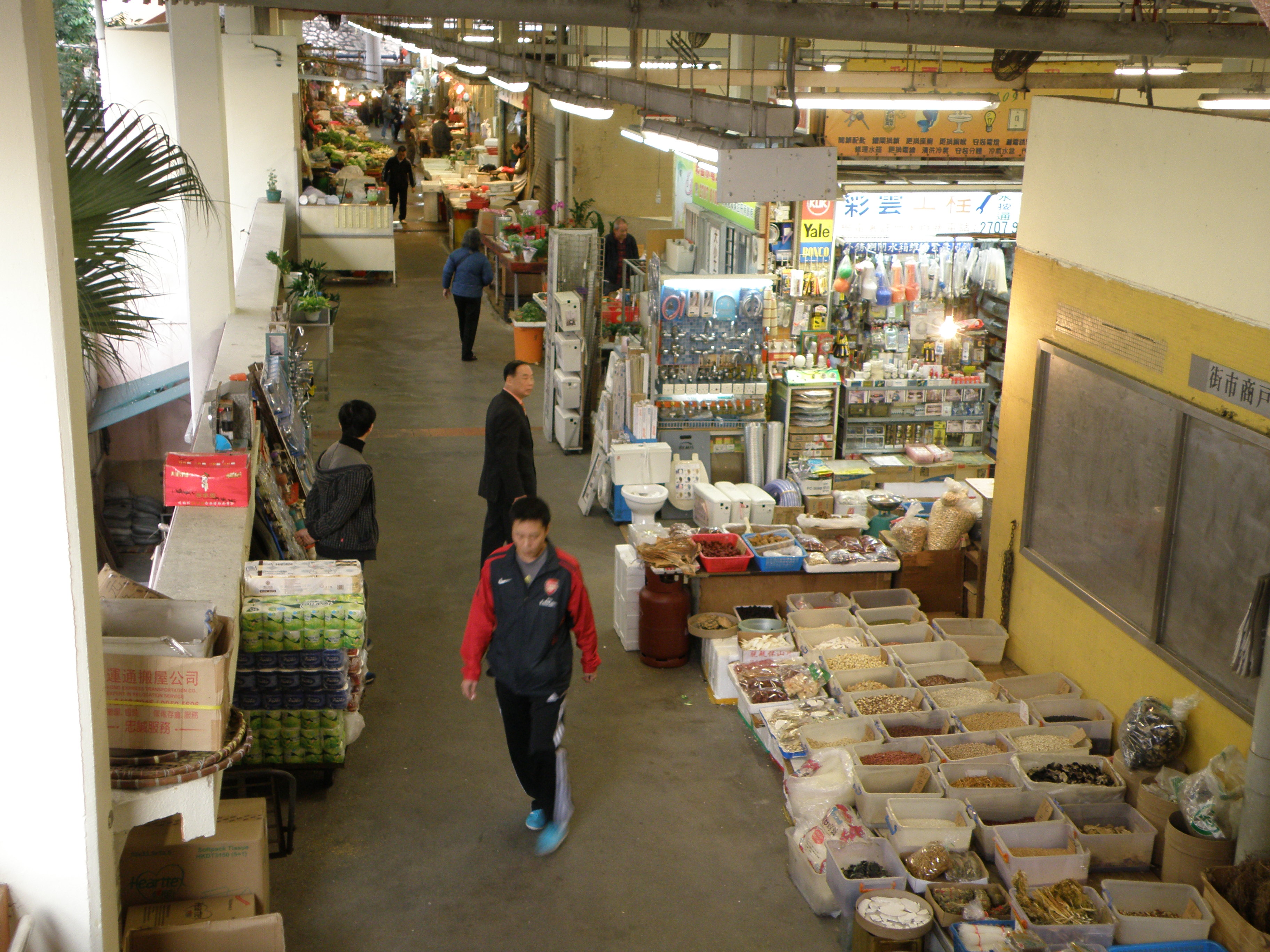
彩雲商場二期街市

彩雲商場（英語：Choi Wan Commercial Complex，又名）是一個位於香港九龍牛池灣清水灣道45號的購物商場，於1979年與彩雲邨一同落成，現由領展持有。商場分為兩期，樓高4層，3期商場樓高8層（地下至7樓）並且設有熟食檔、乾濕貨街市及停車場，總建築面積338,900平方呎。2012年第三季開始，進行估計為期約14個月的「資產提升計劃」翻新商場。

## 商場結構
彩雲商場建於清水灣道兩旁，位於彩雲（一）邨的中央。商場設有兩期，分別有四層，一共提供76間商舖及設有一個乾濕貨街市。二期商場地下並設有巴士總站。而彩雲商場屬開放式商場，因此商場走廊不設空調系統。另外，二期中庭建有小型庭園，以及三期大榕樹下設有椅凳，可供居民休憩。
兩期商場之間由兩條行人天橋橫跨清水灣道連接各方三樓，亦設有行人天橋連接新清水灣道巴士站，以及設有通道前往街市、彩雲（二）邨及彩輝邨。未來可能延長現時的行人天橋至港鐵彩虹站。

## 特色
彩雲商場三期對出（面對清水灣道）地面種有一棵大榕樹，據悉這樹是早在屋邨初落成前已存在。而外牆寫有一對對聯：「彩雲生祥瑞降臨家戶，古樹茂繁華映帶商場」，並且寫有此對聯是由「雨坊樓客」於「庚申年春」（1980年春天）撰寫。
另一特色是馬會對開露天花園，每當賽馬日，定必滿座，大多數都是手持香煙（請注意露天花園為商場私人場所，受政府控煙法例管制，違例吸煙可遭檢控）和馬報的賭徒。

## 顧客服務
- 免費上網（Wi-Fi）服務
- 失物認領
- 簡單救傷設施
- 小型公具借用
- 影印服務
- 地圖借用
- 雨傘借用
- 簡便縫補針線借用
- 手提電話電池充電服務
- 汽車充電線借用
- 本地傳真服務

## 商戶
彩雲商場至今仍有大多是小商戶，有部份商舖的歷史更較為長。而只有小部份商舖是連鎖店。

### 食肆
- 好彩酒樓
- 彩龍皇宮大酒樓
- 凱施餅店
- 大快活
- 麥當勞
- 意樂餐廳
- 桃園制作粥麵餐廳
- 仁和堂龜苓膏專門店
- 八方雲集
- 阿波羅美極屋（已結業）
- 手作功夫茶（已結業）
- Pizzahut
- 聚興樓
- 譚仔雲南米線
- 包點先生（已結業）
- 聖安娜餅屋（已結業）
- 肯德基（好彩酒樓3樓部份）
- 一粥麵
- 心粥館

### 超級市場及便利店
- 惠康超級廣場
- 759阿信屋
- 7-11便利店
- 綠盈坊有機店
- 大昌食品專門店（已於2018年4月21日結業）
- 百佳超級廣場 (已結業)
- 佳寶食品超級市場

### 生活產品
- 萬寧
- 屈臣氏
- 日本城
- Living PLAZA by AEON
- 名創優品
- 民生

### 銀行及其他服務
- 牛池灣郵政局
- 香港賽馬會投注站
- 中國銀行（香港）
- 順豐速運

## 街市
領展將彩雲三期街市外判予現代街市管理後，於2016年3月進行翻新工程，並於2016年6月完成。翻新後的街市主要為新商戶進駐，並於場內增設食肆。

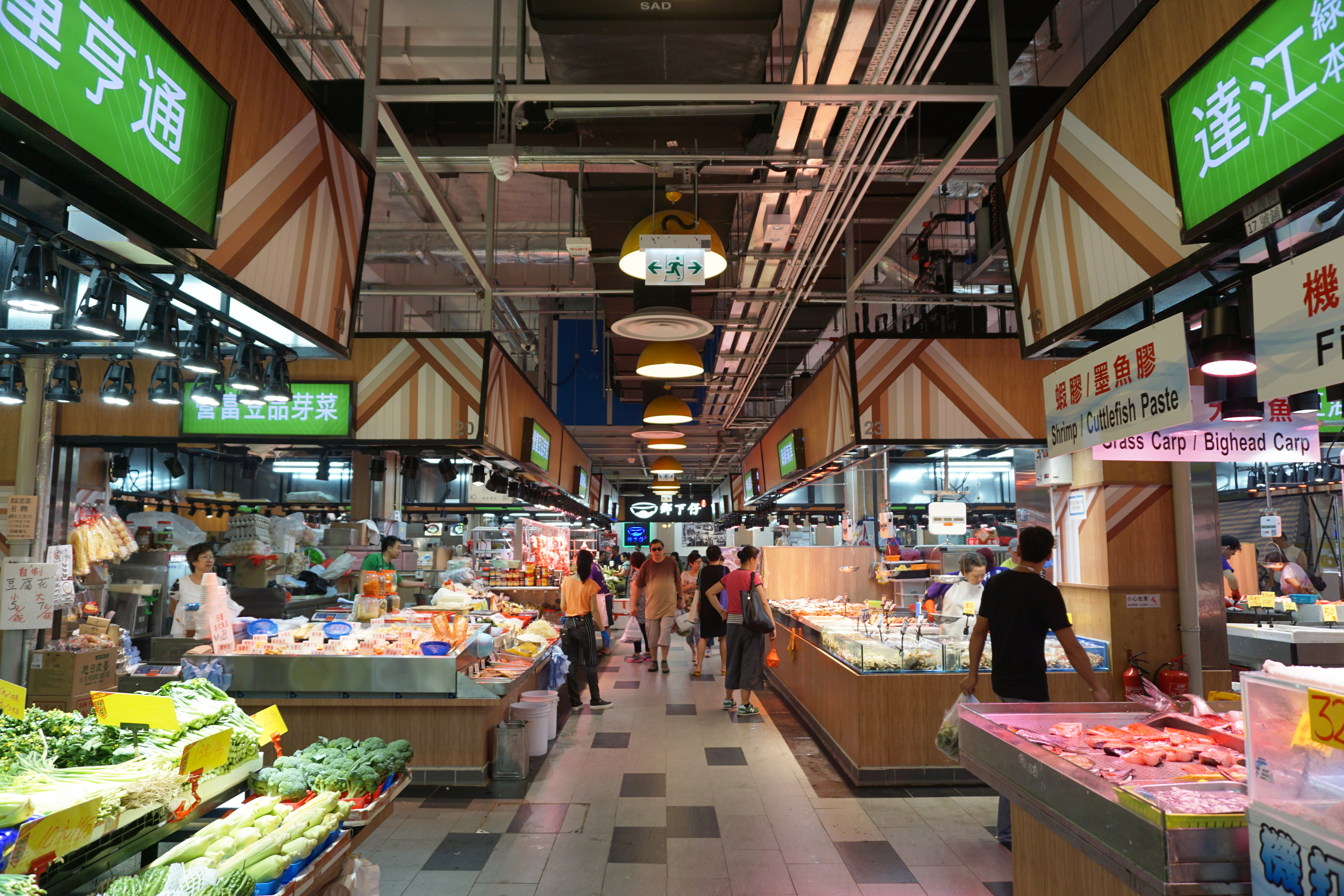
豆腐芽菜檔、凍肉及鮮肉檔、海產及魚檔
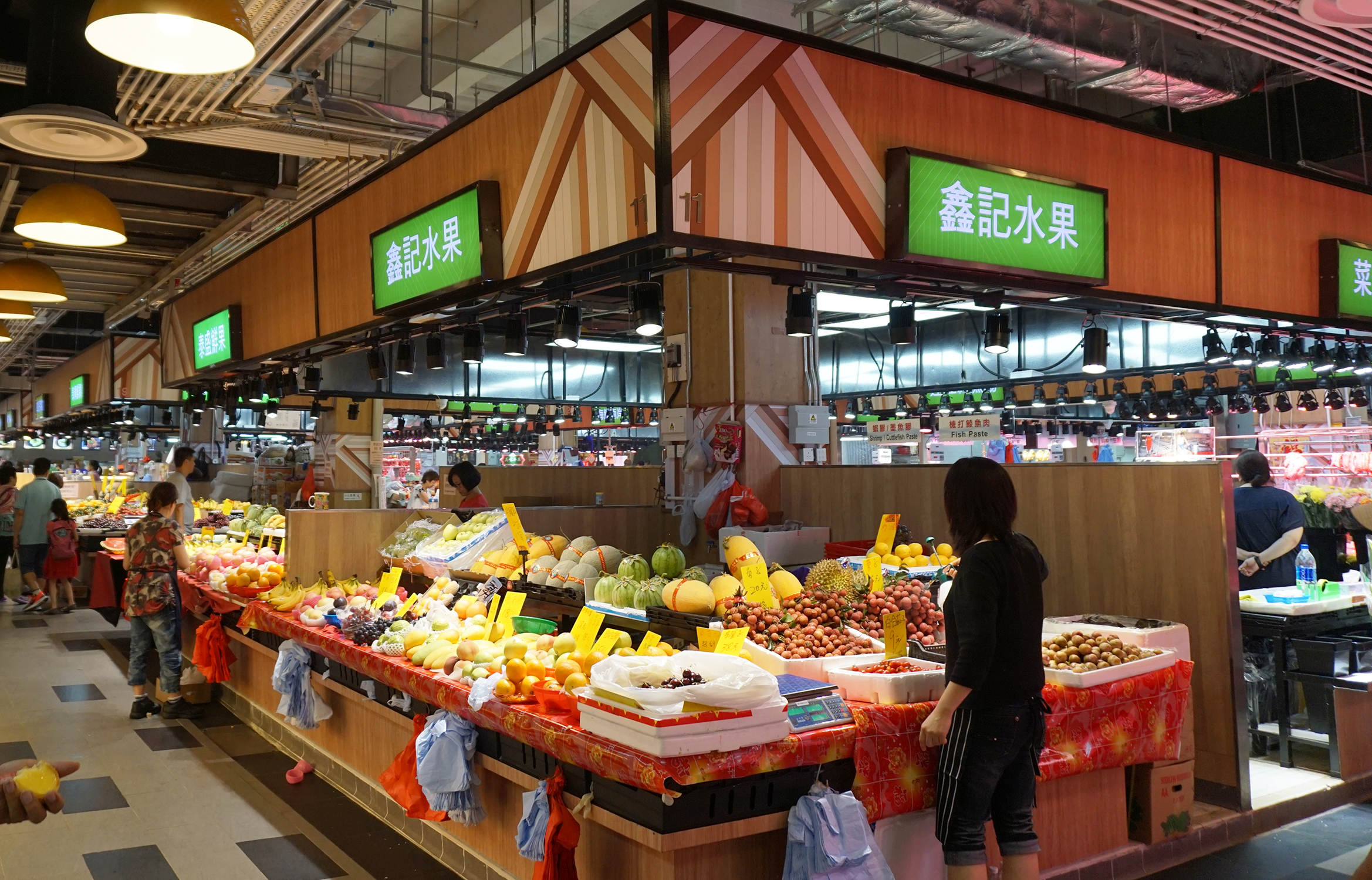
水果檔

## 大排檔
3個冬菇亭大排檔曾在2017年結業。後於分別2020年及2021年進駐 岱民(打冷）茶餐廳彩雲店 以及 中國基督教播道會彩福堂鄰舍家庭服務中心八福亭。

## 商場翻新計劃
2005年，自從領展房地產投資信託基金（時稱領匯）收購彩雲商場後，雖然還沒有進行「資產提升計劃」，但部份商店因昂貴的租金而被迫結業，並開設新的商店。例如在商場三期2樓B2-4號舖，原有的剪髮店結業，並計劃開設當時盛行於領展商場的微波爐食品專門店—波仔飯專門店。貴公司已於2007年3月起承租，店舖裝修完成最快可於同年4月上旬開幕。但不久後領展決定與貴公司取消租約，並租予給另一間剪髮店。
在2012年第三季開始，彩雲商場進行「資產提升計劃」翻新商場，為期約14個月。工程項目主要改善商場空間及無障礙設施等。
根據「商戶及顧客通訊」，工程會分別進行：
| 2012年下半年 - 重組部分商舖間格 - 改善走火通道 - 增設升降機 - 改善部分洗手間設備 | 2013年上半年 - 改善部分洗手間設備 - 增設扶手電梯 - 翻新商場地下大堂入口 | 2013年下半年 - 改善公眾地方活動空間 - 增設無障礙通道 |

同時亦因商場翻新工程和租約期滿，美心MX、美心西餅和不少經營已久的小商舖結業，造成彩雲商場附近的住戶不便，更掀起「開業25年麥當勞懷疑結業」的風波。但翻新工程完成後，原有的商舖包括麥當勞亦繼續在商場內營業。大快活、惠康、萬寧、759阿信屋等商戶亦進駐彩雲商場。

## 相關事件

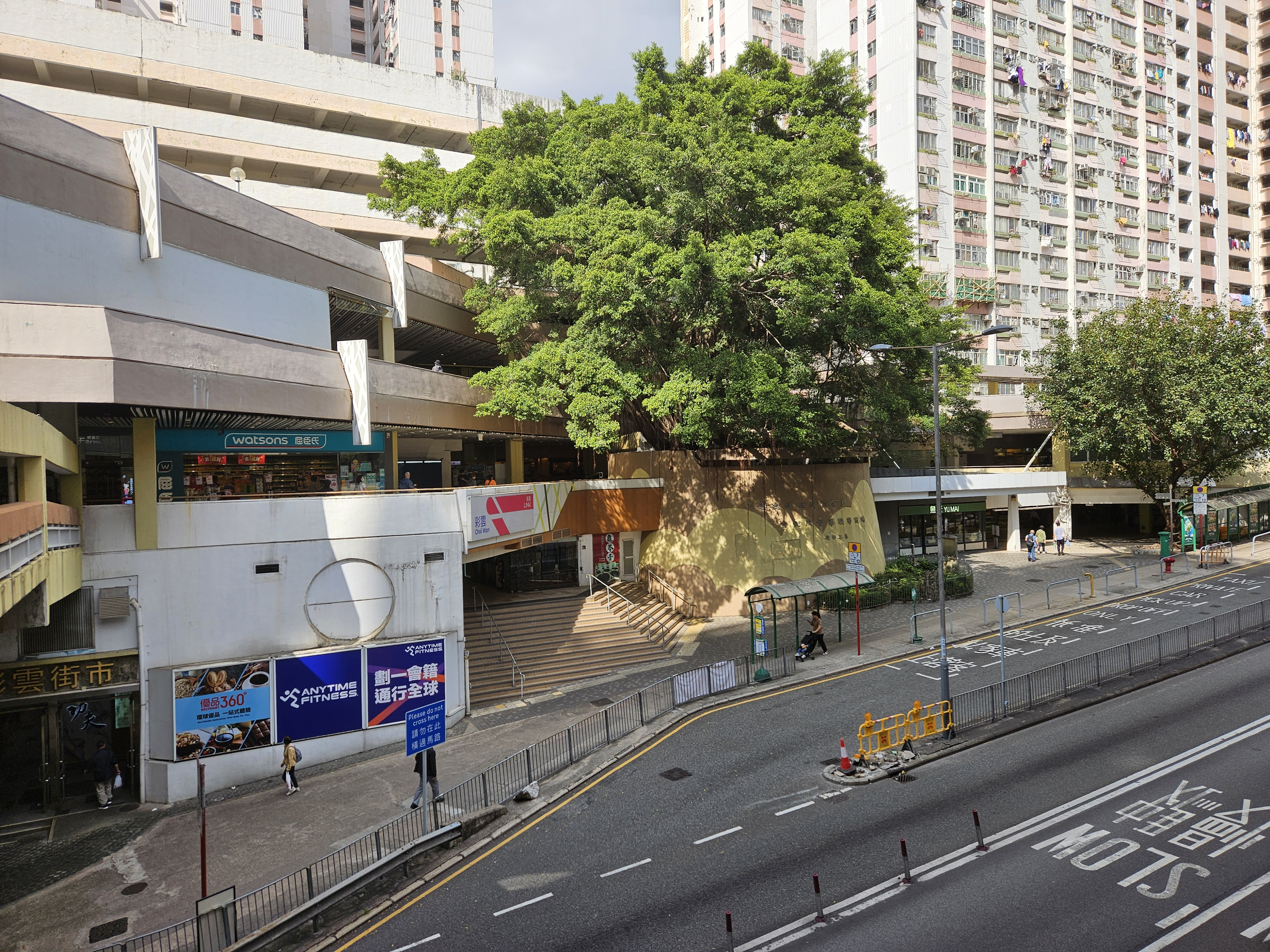
彩雲邨地標是於商場中心地面種了一棵大榕樹，保守估計它有60至80歲

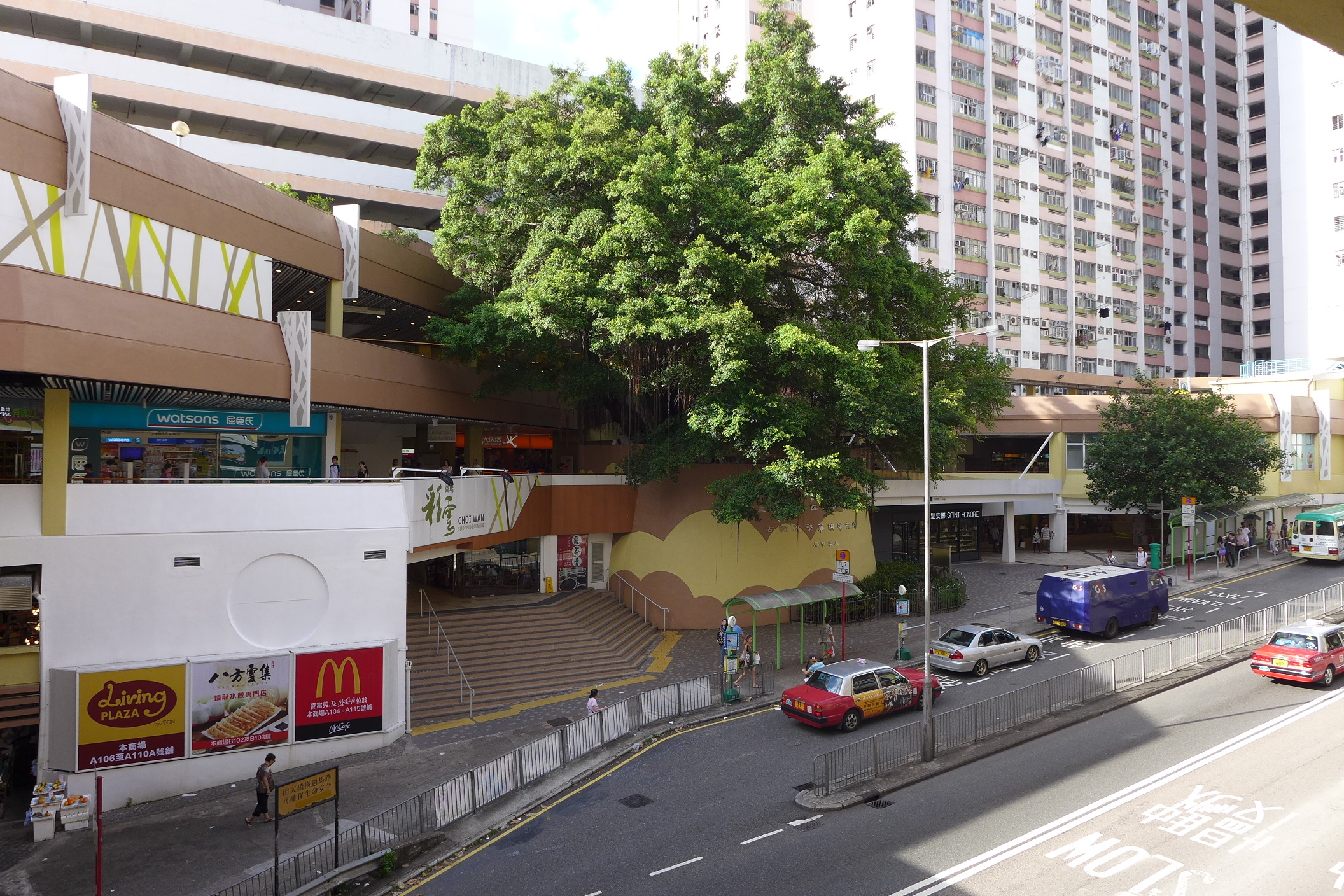
2014年的彩雲商場入口

### 開業25年麥當勞懷疑結業事件
由於彩雲商場需進行翻新工程，位於商場二期二樓並開業已25年的麥當勞餐廳，在2012年8月宣布「光榮結業」，疑是未能達成續約協議。有居民表示可惜，因該麥當勞是邨內的廉價飯堂及聚腳點，批評領匯無視居民需要。亦有網民表示，該麥當勞是居民夏季「歎冷氣」的熱門地點，擔心麥當勞被逼走，會由「名店」取代。領展發言人指，雖然該麥當勞已貼出公告宣布「光榮結業」，但領匯仍積極與麥當勞商討是否續租，暫未有結果。而麥當勞表示，該餐廳收到領匯通知，因商場裝修需要停業，但是否「暫時停業」，則未有回應。
在其後數月，有網民發現領展的工程圍板上寫有「麥當勞休業」，這代表麥當勞有可能會在翻新工程結束後繼續營業。在2013年12月中旬，商場二期地下仍未完成翻新工程，但其中位於巴士站附近的商鋪玻璃外牆已貼上麥當勞的標語，可望麥當勞將會重返彩雲商場。於12月29日，麥當勞正式重返彩雲商場。

### 商場公廁擬建於民居樓下
彩雲商場於2012年尾開始進行翻新，有居民指出工程愈整愈亂，於2013年3月左右接獲通知，在彩雲邨飛鳳樓地下的一間空置商舖將會改建為公廁，工程更會迅即展開。居民擔心健康問題，隨即阻止，擾攘一番才令工程暫時擱置，但領展卻未有就工程會否擱置而作出任何承諾。領展發言人回應指，正計劃為居民提供有冷氣及完備抽風系統的洗手間，設於飛鳳樓地下舖位屬方案之一，但強調選址不只一個，現正研究最好的方案，又指工程一直未有展開。

### 「原居民」老榕樹繼續守護彩雲
彩雲商場入口旁有一棵老榕樹，是康文署《古樹名木冊》500棵珍貴古樹之一。該細葉榕早於彩雲邨興建之前已經屹立於此，保守估計樹齡為60至80歲，可說是那裡的「原居民」，見證著彩雲邨三代居民的成長。彩雲商場翻新，古樹得以保留於原址，並有專設小組負責檢查和保養。樹下原有的對聯「彩雲生祥瑞降臨家戶，古樹茂繁華映帶商場」同樣得以保存，繼續守護彩雲邨及商場。

### 其他事件
- 2009年8月1日：彩雲商場的一棵大樹於下午1時許，有枯枝突然塌下在行人路上。消防員到場了解，事件中沒有人受傷。[6]
- 2010年9月14日：有報章指，彩雲商場的馬會場外投注站經常有不少人吸煙，嚴重影響居民。但發言人指該處門外走廊及公園為非法定禁煙區，惟管理員接投訴後才能勸喻吸煙者弄熄煙蒂。有區議員對於上址並未列為法定禁煙區深感詫異。[7]
- 2012年5月9日：有報章指，有居民發現在列為禁煙區多時的巴士總站，仍放置設有煙灰缸的垃圾桶，極為諷刺。而發言人稱，廢紙箱乃供市民使用，並就有關意見，已將其移走以配合禁煙。但當區區議員斥未有理會商場的整體配合，只著重於金錢利益。[8]
- 2012年10月7日：彩雲商場街市內1間海味店於早上8時許，發現店內被大肆搜掠，初步點算被偷走約值10萬元的貨品及現金，並已交由警方調查。而店主指出，街市的四個出入口，目前只有一個在保安員的視線範圍，認為保安程度嚴重不足。[9][10]

## 鄰近地方
- 彩雲邨
- 彩輝邨
- 彩峰苑
- 坪石遊樂場
- 牛池灣公園
- 坪石邨
- 聖言中學

## 其他連結
- 彩雲商場簡介